# Mircea (барк)

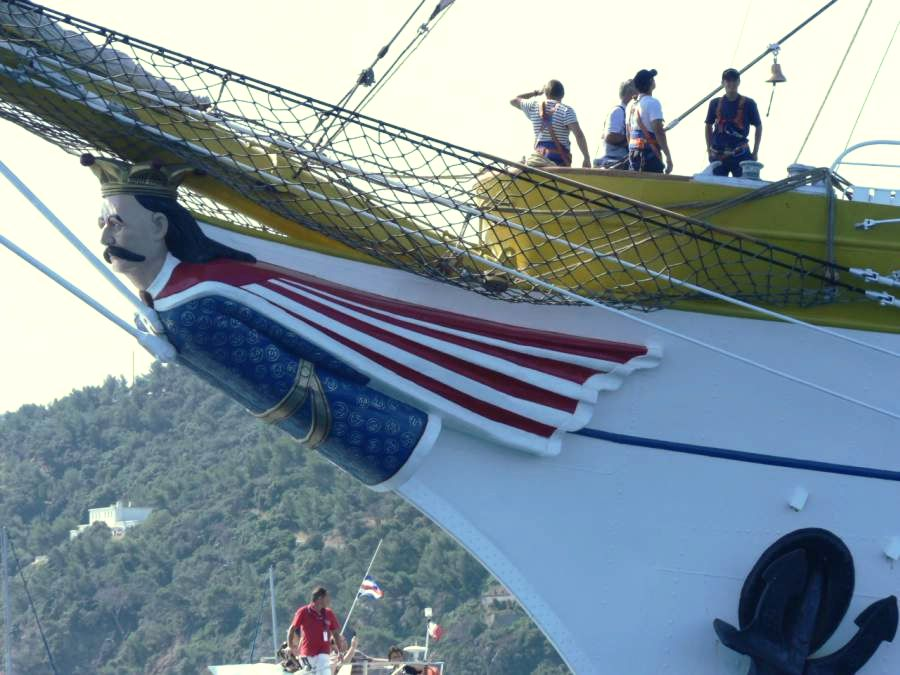
Барк «Мирча». 2007 год

«Мирча» (рум. Mircea) — трёхмачтовый барк, построенный в 1938 году на гамбургской верфи Blohm und Voss как учебное судно для военно-морских сил Румынии. Проект барка «Мирча» основан на успешном проекте барка «Горх Фок». Судно названо в честь господаря Валахии Мирчи I Старого.
В сентябре 1944 года барк наряду с другими румынскими кораблями попал под репарацию и стал собственностью Советского Союза с базированием в Черном море. Однако это продлилось недолго. В 1947 году при содействии короля Румынии Михая I, барк снова был возвращен на свою историческую родину.. В 1966 году барк прошёл капитальный ремонт на верфи Blohm & Voss.
В военно-морских силах Румынии было ещё одно судно с таким именем в период с 1882 по 1944 год.

## Характеристики[1]
- Длина корпуса: 73,7 м
- Общая длина (LOA): 82,1 м
- Ширина: 12 м
- Высота: 42 м
- Осадка: 5,2 м
- Площадь парусов: 1800 м² (23 паруса)
- Команда: 210
- Скорость: 10 узлов
- Двигатель: 809 кВт, дизельный